# Kayhausenský chlapec

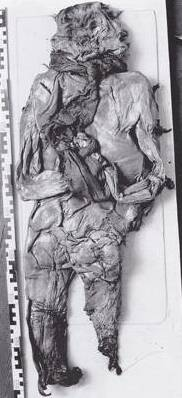
Kayhausenský chlapec

Kayhausenský chlapec je tělo dítěte nalezené v bažině. Pomocí radiokarbonové metody bylo datováno do období mezi 4. až 1. stoletím př. n. l. Tělo bylo nalezeno v Kayhausenské bažině nedaleko vesnice Kayhausen poblíž Bad Zwischenahnu v Dolním Sasku. Ostatky jsou uloženy ve Státním muzeu přírody a člověka v Oldenburgu pod inventárním číslem OL 5935. Ve stálé expozici je umístěn i jeho kožešinový plášť a další informace o nálezu těla.

## Nález
Na místě nálezu byla již dříve odstraněna svrchní vrstva rašeliny o tloušťce asi 50 až 60 cm metodou vypalování bažiny. Dne 3. července 1922 při práci v Kayhausenské bažině narazil řezač rašeliny jménem Roggemann asi 120 cm pod povrchem na kost bérce a kusy kožešinového pláště, které patřily chlapci ležícímu na zádech. Tělo Roggemann zcela odkryl a o nálezu informoval důvěrníka Muzea Sandstede v Bad Zwischenahnu, který zprávu předal J. Martinovi, řediteli Státního přírodovědného a pravěkého muzea v Oldenburgu. Martin na místo nálezu dorazil následující den a prohlédl a vyfotografoval tělo a místo nálezu. Když bylo tělo odkryto, obě ruce byly stále uvízlé v rašelině a během vyzvedávání byly utrženy a následně se je podařilo získat pouze jako jednotlivé kosti. Na Martinovo přání přivezl Roggemann tělo na kolečku do Bad Zwischenahnu, kde bylo po několik dní uloženo v hostinci Spieker. Poté bylo převezeno do muzea. Zatímco bylo tělo uloženo v hostinci, přišlo si jej prohlédnout mnoho lidí, kteří si z těla odnášely na památku jednotlivé kosti a nehty. Po dopravení těla do muzea jej prohlédl lékař a dochovanou vlněnou látku prozkoumal odborník na textil. Jejich zprávy se však nedochovaly.

## Popis

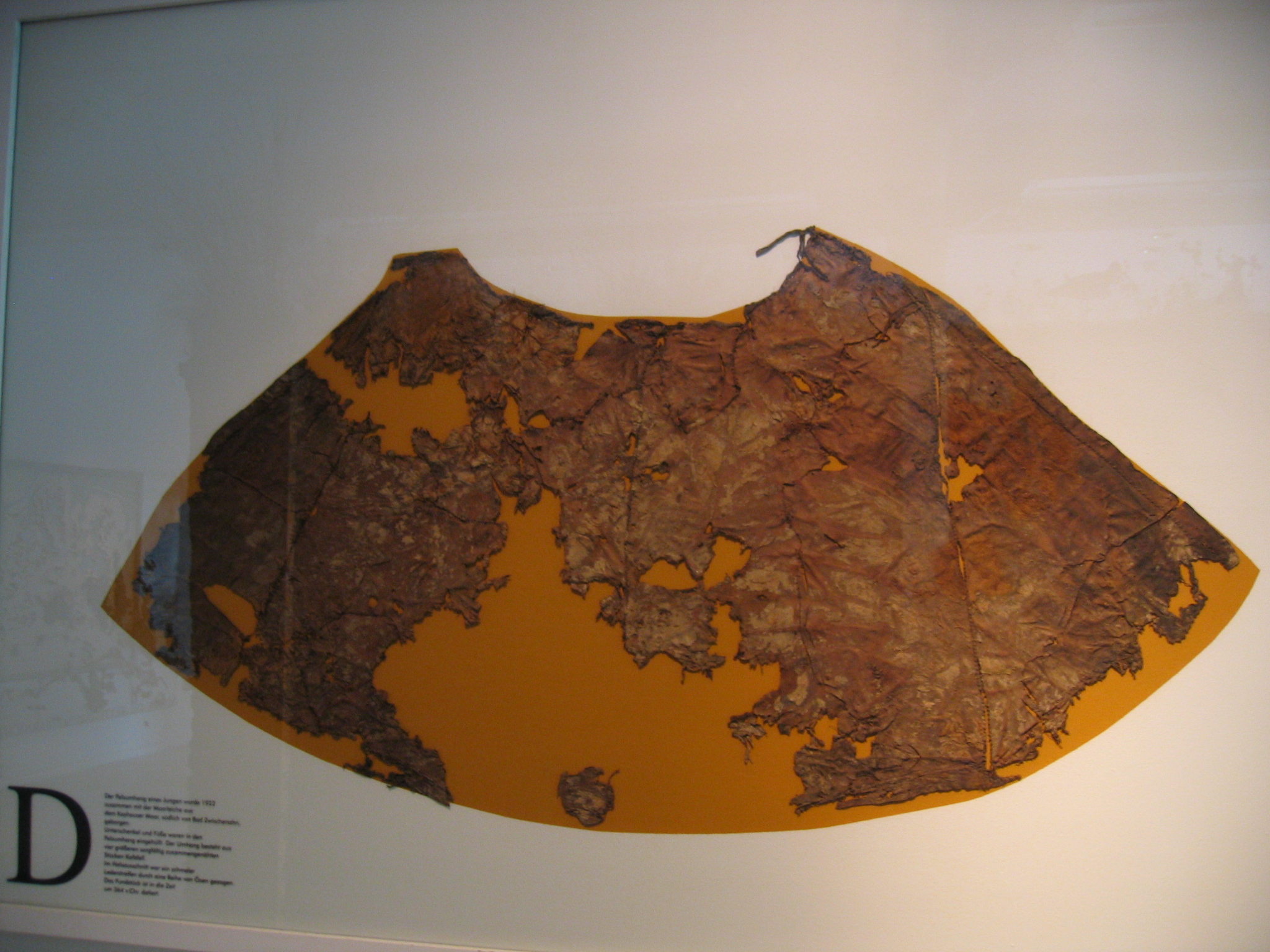
Kožešinový plášť

V době nálezu měla jeho kůže téměř bílou barvu. Na přední straně však zhnědla, protože tělo bylo několik dní vystaveno vzduchu a slunci a již značně vyschlo. Na zadní straně si zachovalo světle šedou barvu. Chlapec byl složitě svázán pomocí dvou stočených pruhů vlněné látky. Hrubou, opakovaně záplatovanou vlněnou látkou stočenou do provazu mu byla obě předloktí svázána za zády a volné proužky byly upevněny kolem krku. Druhý dlouhý kus jemnější vlny byl složený dohromady a uvázaný u krku, protažený skrz svázané paže, poté rozkrokem směrem dopředu a uvázaný opět u krku. Když se však tělo našlo, toto šněrování se roztrhlo jak vpředu, tak vzadu u krku. Vedle těla ležela další zmuchlaná smyčka z jemné vlněné látky. Všechny vlněné kusy byly tkané plátnovou vazbou a pravděpodobně pocházely z chlapcova oděvu. Nohy byly svázány pláštěm z teletiny. Takovýto plášť se dochoval i v případě nálezu ženy z Ellingu, dröbnitzské dívky, ženy z Haraldskæru nebo jürdenerfeldského muže. Pláštěm bylo tělo chlapce svázáno až po smrti a pravděpodobně sloužilo k usnadnění přesunu jeho těla.
Vlivem odvápnění kostí a tlaku v bažině bylo chlapcovo tělo stlačeno na 5 až 8 cm. Svalová a tuková tkáň byla zcela rozložena, ale pojivová tkáň a kůže je zcela neporušená, zdá se že mírně oteklá a má jasně viditelné póry. Kosti byly v okamžiku nálezu měkké a poddajné, ale byl zachován jejich původní tvar a měly tmavou barvu. Chlapcovy vlasy jsou vlivem působení rašeliny převážně červené, pouze na několik místech se zachovala původní tmavě plavá barva vlasů. Délka vlasů na hlavě je přibližně 45 mm, zatímco na krku jsou zastřižené a výrazně kratší. Lebka nevykazuje žádné fraktury, kosti jsou změklé a silně deformované. Chybí obličej a při vyzvedávání byly ztraceny i obě uši. Zubní dutiny v horní čelisti jsou dobře viditelné, ale zuby podobně jako nehty byly během nálezu a vyzvednutí těla ztraceny. Zachovala se pouze jedna mléčná stolička. Kostra a lebka jsou částečně rozpadlé a zploštělé uložením v bažině. V důsledku toho je obličej a hlava zcela zdeformovány k nepoznání. Původně zachovalé a jen mírně pozměněné nehty na nohou a rukou se ztratily ještě před tím, než bylo tělo dovezeno do muzea.

## Analýza
Chlapec byl uložen v natažené pozici na zádech. Byl potopen ve vřesovišti, aniž by byla vykopána jáma. V roce 1922 lékařská prohlídka odhalila, že jde o chlapce, jehož kůže byla měkká jako jemná kůže. Lékař objevil tři paralelní vpichy v oblasti krku a dospěl k závěru, že chlapec zemřel násilnou smrtí. Po prohlídce bylo tělo konzervováno směsí formaldehydu, glycerinu a vody. Některé izolované kosti páteře byly vysušeny a uloženy odděleně. Pravá pažní kost byla zlomená a její konce propíchly kůži. K tomuto zranění muselo dojít krátce před nebo během potopení těla do bažiny. V oblasti břicha jsou stopy po vážném zranění. Pravděpodobně to bylo způsobeno buď tyčí, která měla tělo udržet pod hladinou bažiny nebo prasknutím žaludku a břišní stěny v důsledku tvorby škodlivých plynů. Střeva se zachovala uvnitř těla velmi zploštělá.
Znovu bylo tělo prozkoumáno v roce 1952. Toto vyšetření potvrdilo pohlaví i příčinu smrti. V dochovaných vnitřnostech byla v žaludku nalezena dvě semena jablka, z nichž se daly vyvodit závěry o posledním jídle a době smrti. Chlapec zemřel pravděpodobně na podzim nebo v zimě. Části kůže byly z těla odebrány za účelem jejich analýzy a uloženy odděleně. I toto vyšetření potvrdilo, že stav těla se od jeho zakonzervování v roce 1922 nijak znatelně nezměnil. Rentgenové vyšetření prokázalo patologicky změněnou geometrii hlavice pravé stehenní kosti, což muselo souviset se ztuhnutím kyčelního kloubu a tím s výrazným funkčním omezením při chůzi. V tomto kloubu docházelo k zánětlivému hnisání, které bylo v době smrti zahojené.
V roce 1996 tělo prozkoumali archeologové, soudní patologové a zubní lékař. Proběhlo i vyšetření magnetickou rezonancí. Počítačová tomografie nepřinesla žádné smysluplné nálezy kvůli odvápněným kostem. Vlněné šněrování se uvolnilo a na chlapcově krku byly vidět tři stopy po vpichu nožem, dvě pod levým uchem a jedna v přední části krku. Rány chlapec utrpěl ještě před svým svázáním, protože místa po bodnutí zakrývala neporušená vlněná látka. Další 4 cm dlouhá bodná rána se nachází na vnitřní straně levého nadloktí. Vyšetřením střev bylo nalezeno dalších sedm semen pocházejících z jablka a četná semena plevelné byliny známé jako rdesno blešník (Polygonum lepathifolium). Rentgenové snímky ukázaly výrazné Harrisovy linie na levé holenní kosti, což ukazuje na opakující se selhání růstu v důsledku podvýživy nebo nemoci. Pohlaví těla již nebylo možné s jistotou potvrdit, protože genitálie se kvůli dlouhému skladování již nezachovaly.
Věk chlapce byl odhaden na maximálně 7,5 roku kvůli zachování mléčné stoličky. Jeho výška je odhadována na 120 až 135 cm.

### Izotopová analýza
Výsledky rentgenové fluorescenční spektroskopické analýzy izotopů kovů v zubech a kostech za účelem určení geografického původu chlapce odhalily, že konzervační tekutina, ve které bylo chlapcovo tělo po desetiletí uchováváno, vyluhovala z kostí četné izotopy. To ztěžuje použití těchto izotopových vzorů pro geochemickou klasifikaci. Naproti tomu nasucho uchované kosti z páteře vykazovaly významně vyšší izotopové hodnoty. Vyhodnocení analýzy izotopů stroncia suchých kostí ve srovnání s geochemickými daty z oblasti kolem místa nálezu ukázalo, že chlapec s největší pravděpodobností vyrostl v této lokalitě. Suché preparáty však vykazovaly neobvykle zvýšené hodnoty izotopů olova a zinku, jejichž příčinu nelze jednoznačně vysvětlit. Je možné, že tyto vzorky byly po dlouhou dobu uloženy v kovové nádobě v době, kdy byly ještě vlhké, což způsobilo vnikání těchto kovových iontů do kostí.

### Datace
Podle analýzy pylů provedené v 50. letech 20. století byla doby smrti odhadnuta na římskou dobu železnou, přibližně v 1. nebo 2. století n. l. Radiokarbonová metoda datování pomocí uhlíku 14C, během které byly analyzovány vlasy, dvě kosti a dva textilní vzorky, určila dobu smrti na 4. až 1. století př. n. l. Přesnější datování nebylo vzhledem ke stavu vzorků techniky možné. Navíc se jeden textilní vzorek ukázal jako recentní. K tělu se pravděpodobně dostal v důsledku nesprávného zacházení s tělem po jeho objevení.

## Závěry
Z dosud zjištěných výsledků analýz nelze důvod chlapcova zabití určit. Zůstává nejasné, zda se stal obětí vraždy, zemřel v boji, či byl popraven nebo obětován.